# Spix-Brüllaffe
Der Spix-Brüllaffe (Alouatta discolor) ist eine Primatenart aus der Familie der Klammerschwanzaffen (Atelidae). Er kommt im südöstlichen Amazonasbecken zwischen den Flüssen Rio Tapajós und Rio Juruena im Westen und Rio Iriri und dem Unterlauf des Rio Xingu im Osten vor.

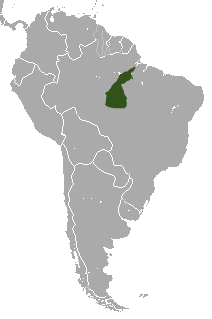
Das Verbreitungsgebiet des Spix-Brüllaffen

## Merkmale
Männliche Spix-Brüllaffen erreichen Kopf-Rumpf-Längen von 57 bis 91,5 cm, besitzen einen 65 bis 67 cm langen Greifschwanz und haben ein Gewicht von 6,5 bis 8 kg. Bei den Weibchen liegt die Kopf-Rumpf-Länge zwischen 46,5 und 57 cm, die Schwanzlänge zwischen 60,5 und 65 cm und das Gewicht zwischen 4,8 und 6,2 kg. Die Grundfarbe der Affen variiert von dunkelbraun bis schwarz. Rücken, Hände und Füße und die Schwanzspitze sind rotbraun bis kastanienfarben.

## Lebensweise
Spix-Brüllaffen kommen in nicht periodisch überfluteten Regenwäldern (Terra-Firme-Wälder), immergrünen tropischen Überschwemmungswäldern (Igapó-Wald), in mit Palmen (Euterpe) bestandenem Sumpfland und Sekundärwäldern vor. Sie leben in kleinen Gruppen von bis zu neun Tieren, die aus einem oder mehreren Männchen und mehreren Weibchen mit ihren Jungtieren bestehen, oder paarweise. Wie alle Brüllaffen ernähren sie sich fast ausschließlich pflanzlich. Dabei machen Früchte den größten Teil der aufgenommenen Nahrung aus, daneben werden Blätter, Blüten, und Borke gefressen. Zweige, Pseudobulben von Orchideen und Substrat aus den Nestern von baumbewohnenden Termiten werden zu einem sehr geringen Teil aufgenommen. Verglichen mit der Ernährung der meisten anderen Brüllaffen, die vor allem Blätter zu sich nehmen, besteht die Ernährung des Spix-Brüllaffen vor allem aus Früchten. Hülsenfrüchte und die Früchte von Maulbeergewächsen, vor allem Feigen, sind dabei besonders wichtig.

## Systematik
Der Spix-Brüllaffe wurde 1823 durch den deutschen Naturwissenschaftler Johann Baptist von Spix unter dem wissenschaftlichen Namen Mycetes discolor beschrieben. Er galt lange Zeit als Unterart des Rothandbrüllaffen (Alouatta belzebul), wurde aber 2006 wegen der abweichenden Morphologie von Schädel und Zungenbein und der verschiedenen Fellfarbe in den Artrang erhoben. 

## Gefährdung
Die IUCN schätzt den Bestand der Art als gefährdet (Vulnerable) ein. Hauptbedrohung der Art sind die Abholzung und die Jagd. Der Lebensraum wird heute durch die ost-westlich verlaufende Transamazônica und die nord-südlich verlaufende brasilianische Bundesstraße BR 163 (Cuiabá-Santarém) durchschnitten.